# Aphytoceros lucusalis
Aphytoceros lucusalis là một loài bướm đêm trong họ Crambidae.